# Giuseppe Pino
Giuseppe Pino (1940 Milán – 13. září 2022 Bellagio) byl italský portrétní a módní fotograf.

## Životopis
Fotografovat začal v roce 1962 poté, co navštěvoval fotografickou školu Humanitární společnosti v Miláně. V roce 1967 zahájil spolupráci s časopisem Panorama, která skončila v roce 1974, aby se mohl věnovat kariéře na volné noze . V roce 1973 se přestěhoval do New Yorku, kde dokumentuje interprety jazzu. Koncem 80. let se vrátil do Itálie, aby se věnoval reklamě a módě.

## Ocenění
- 1977: Certifikát vyznamenání od Art Direction Magazine, New York

## Publikace
- 1965: Vyvolávání a tisk pro amatéry
- 1976: Montreux Jazz
- 1979: Fotopříběh jazzu, Od duchovního k swingu
- 1980: L'Improviste

## Osobní výstavy
- 1970: Jazzový festival, Milán
- 1972: Jazzoví hudebníci, Milán, Jazzový festival, Chateauvallon (Francie)
- 1973: Podívejte se na mě, Milán a různé postavy, New York (USA)
- 1975: Portréty hudebníků, Milán
- 1976: Portréty hudebníků, Amsterdam (Nizozemsko) a Jazzový festival, Montreux (Švýcarsko)
- 1978: Jazzové portréty, Curych (Švýcarsko)
- 1981: Jazz, Valence (Francie)
- 2003: Jazz my love, Řím[2]